# Leoncio Morán Sánchez
Leoncio Alfonso Morán Sánchez (Colima, Colima; 18 de julio de 1966), también conocido como Locho Morán, es un empresario, político mexicano, ex coordinador estatal del partido Movimiento Ciudadano Colima. Fue diputado federal por el I Distrito Electoral Federal de Colima de 2009 a 2012.
Fue presidente municipal de la capital del estado de Colima en los periodos de 2003 a 2006 y de 2018 a 2021 y fue candidato a la gubernatura del estado de Colima cuatro veces, en las Elecciones Extraordinarias de Colima 2005, Elecciones Estatales de Colima 2015, Elecciones Extraordinarias de Colima 2016 y Elecciones Estatales Colima 2021.
Ahora es Diputado Federal del distrito número 1 del estado de Colima por el partido Morena.

## Vida personal
Nació el 18 de julio de 1966 en Colima, Colima. Es hijo de Leoncio Morán Moreno y Rosa Evelia Sánchez Ávalos. Está casado con Azucena López Legorreta, con quien cuida de sus cinco hijos: Leoncio, Adriana, Patricio, María Teresa y Paulo. 
Ingresó a la Universidad Panamericana, campus Guadalajara, como estudiante de la licenciatura en Contaduría Pública y Finanzas. 
Antes de comenzar su carrera política, se desempeñó profesionalmente como presidente de la Cámara de Comercio de Colima (Canaco) del 2000 al 2002, y como vicepresidente nacional de la Confederación Nacional de Cámaras de Comercio (Concanaco) de 2001 a 2002.

## Trayectoria política
Fue presidente municipal de Colima para el ejercicio de 2003 a 2006, además, fue electo para la vicepresidencia de la Asociación de Municipios de México. Durante ese periodo, participó por primera vez como candidato a gobernador durante las elecciones estatales extraordinarias de Colima de 2005, en las que fue derrotado por el candidato del Partido Revolucionario Institucional, Silverio Cavazos.
En 2009 fue coordinador de campaña de la candidata panista al Gobierno del estado, Martha Sosa Govea, y diputado federal por el I Distrito Electoral Federal de Colima desde 2009 hasta 2012, cargo que ganó luego de derrotar a Roberto Chapula de la Mora.
En el año 2015 participó en las elecciones a la gubernatura de Colima por Movimiento Ciudadano, partido del que fue coordinador estatal hasta 2018.
Fue presidente municipal de Colima para el periodo de 2018 a 2021. Solicitó licencia para separarse del cargo en diciembre del 2020 y lanzarse como precandidato para contender por la gubernatura del estado. 
El 1 de marzo de 2021 acudió al IEE para registrarse como candidato a la gubernatura del estado para las elecciones estatales de Colima 2021.
En las elecciones de junio del 2024 se vendió al partido Morena y se postuló como candidato a diputado federal del distrito 1 del estado de Colima para la LXVI Legislatura. Este movimiento lo convirtió en uno de los peores políticos mexicanos y uno más agregado a la lista de políticos que han estado en casi todos los partidos políticos de México, viviendo del sistema a su conveniencia. Como diputado federal no ha presentado ninguna iniciativa y tiene más faltas que asistencias. 